# Colin Firth
Colin Andrew Firth (sinh ngày 10 tháng 9 năm 1960) là một diễn viên người Anh. Ông sinh ra trong một gia đình trí thức. Cha mẹ ông đều làm giảng viên Đại học Hoàng gia Winchester.
Khi mới được 2 tuần tuổi, cha mẹ Firth đã chuyển tới Nigeria và sau đó khi thì ở Ấn Độ, khi thì ở Mỹ. Do thời thơ ấu được chứng kiến cảnh đói nghèo ở Nigeria và thừa hưởng tính tiết kiệm của cha mẹ nên Firth không để cho cuộc sống của người nổi tiếng làm "nhiễm" phong cách sống của mình.
Colin Firth bắt đầu sự nghiệp của mình trong serie phim truyền hình Pride and Prejudice (1995) của kênh BBC. Sau đó, ông tiếp tục thủ vai chính trong serie phim Nhật ký tiểu thư Jones, Shakespeare in Love và Love Actually cùng nhiều phim khác. Firth cũng tham gia đóng kịch và thường xuyên diễn trên sân khấu trong thời gian 1983 - 2002. Vai diễn nổi tiếng nhất của ông cho đến nay là Vua George VI trong phim The King's Speech.